# Moa khổng lồ Đảo Bắc
Moa khổng lồ Đảo Bắc, tên khoa học Dinornis novaezealandiae là một trong ba loài moa tuyệt chủng trong chi Dinornis.

## Môi trường sống

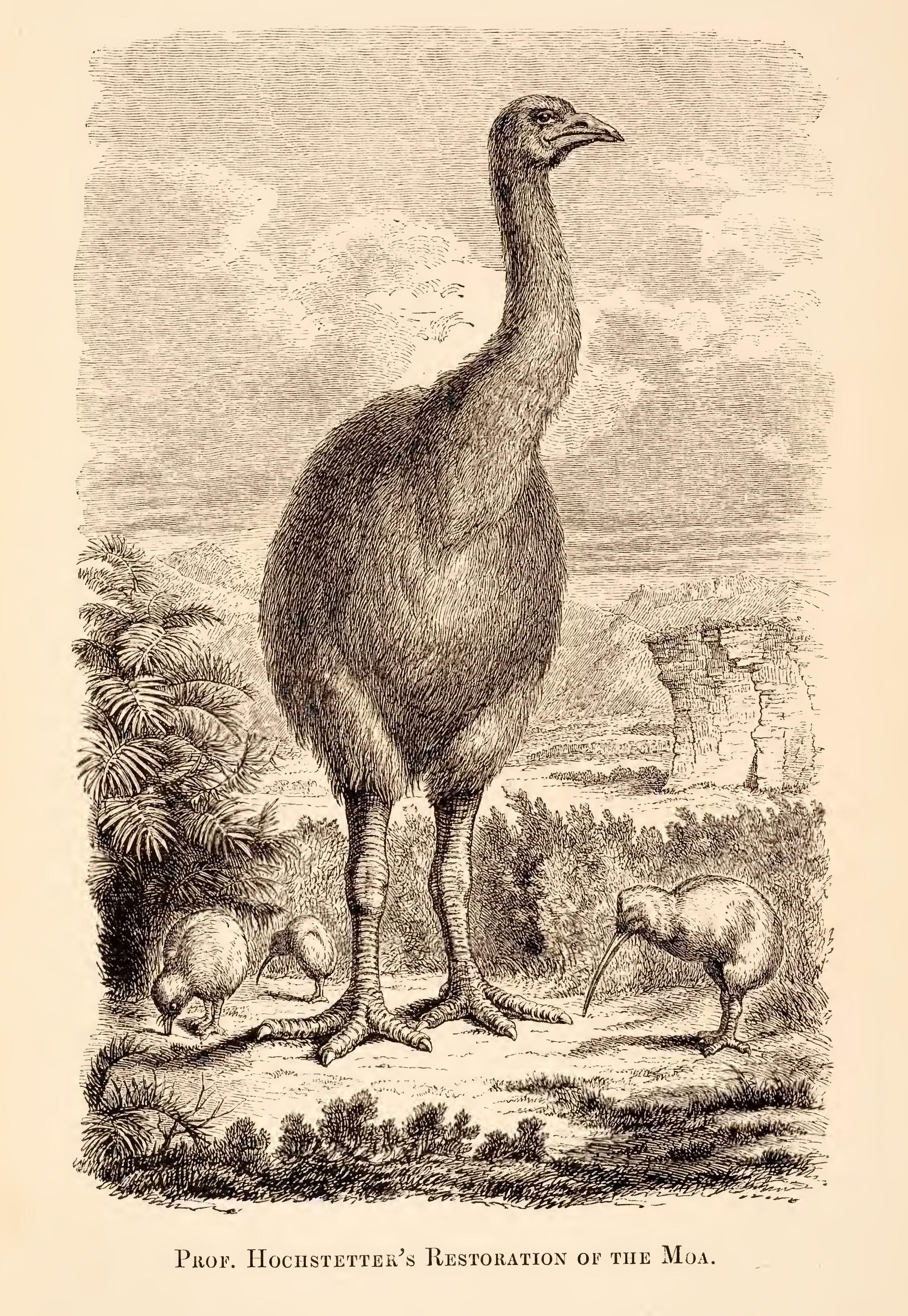
So sánh với chim kiwi

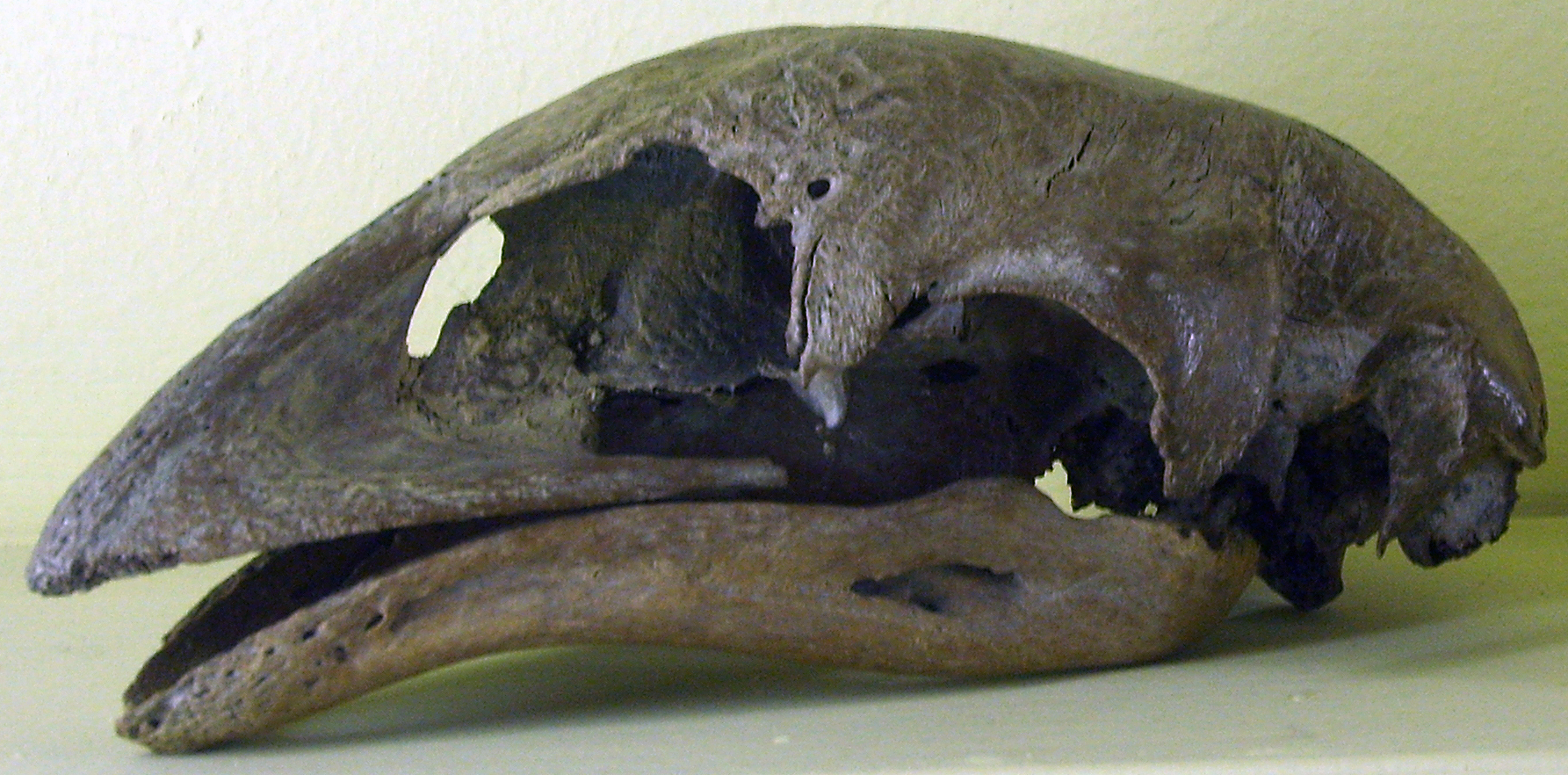
Sọ ở Bảo tàng für Naturkunde, Berlin

Moa này đặc biệt sống trên cả đảo Bắc và đảo Nam của New Zealand, và sống ở các vùng đất thấp (cây bụi, đồng cỏ, và rừng).